# Ryan Donk
Ryan Donk, vollständiger Name Ryan Henk Donk, (* 30. März 1986 in Amsterdam) ist ein surinamisch-niederländischer Fußballspieler. Seit August 2021 steht der Verteidiger beim türkischen Erstligisten Kasımpaşa Istanbul unter Vertrag und ist aktueller Nationalspieler von Suriname.

## Karriere

### Verein
Seine erste Profisaison bestritt Donk in der Saison 2005/06 mit dem RKC Waalwijk. Er absolvierte in dieser Spielzeit sieben Spiele und richtete die Aufmerksamkeit einiger niederländischer Klubs wie Ajax Amsterdam, PSV Eindhoven und AZ Alkmaar auf sich. Aber auch europäische Top-Teams wie der FC Barcelona zeigten Interesse an ihm. Den endgültigen Zuschlag erhielt dann der AZ, wo Donk Nachfolger von Joris Mathijsen wurde. Zwar hatte Alkmaar den Defensivspieler verpflichtet, wollte ihn allerdings an seinen ehemaligen Verein RKC Waalwijk ausleihen, wo er weitere praktische Erfahrungen sammeln sollte. Donk wehrte sich gegen diese Idee und wollte sich der neuen Aufgabe stellen. Zuerst hauptsächlich auf der Ersatzbank, überraschte er die AZ-Verantwortlichen vor allem in der zweiten Hälfte der Saison 2006/07. In seinem ersten Jahr mit den Rot-Weißen wurde der dritte Platz belegt. Obwohl er in seiner zweiten Spielzeit bei Alkmaar mehr Spiele absolvierte, als noch im Vorjahr, wurde Donk für die Saison 2008/09 nach England an West Bromwich Albion verliehen. Zur Saison 2009/10 verließ er Alkmaar endgültig und wechselte zum FC Brügge.
Im Sommer 2013 wechselte er in die türkische Süper Lig zu Kasımpaşa Istanbul. Für Kasımpaşa spielte Donk 75 Ligaspiele und erzielte dabei 11 Tore. Am 5. Januar 2016 wurde sein Transfer zu Galatasaray Istanbul offiziell bekanntgegeben. Der türkische Traditionsklub bezahlte eine Ablöse in Höhe von 2,5 Millionen Euro. Kurz vor Ende der Sommertransferperiode wurde Donk an Betis Sevilla ausgeliehen. In den darauffolgenden zwei Jahren wurde Donk mit Galatasaray Istanbul zweimal türkischer Meister und einmal nationaler Pokalsieger. Am 14. Februar 2021 kam der Innenverteidiger zu seinem 100. Ligaspiel für die Gelb-Roten. Der Gegner in dieser Begegnung war sein vorheriger Verein Kasımpaşa Istanbul. Donks Vertrag wurde nach der Saison 2020/21 nicht verlängert. Bei Galatasaray Istanbul wurde der Abwehrspieler je zweimal türkischer Meister, Pokal- und Supercupsieger. August 2021 kehrte er zu Kasımpaşa Istanbul zurück.

### Nationalmannschaft
Im Sommer 2007 berief ihn Foppe de Haan in den niederländischen Kader für die U 21 Europameisterschaft in den Niederlanden. In den ersten beiden Spielen gegen die Auswahl Israels und Portugals stand Donk in der Startformation. Mit den zwei ersten Siegen qualifizierte sich das Team für die Olympischen Sommerspiele 2008 und stand im Halbfinale der Europameisterschaft. Das Halbfinale gegen England (1:1 n. V.) wurde mit 13:12 im Elfmeterschießen gewonnen. Donk war einziger niederländischer Spieler, der nicht am Elfmeterschießen teilgenommen hatte. Nach dem Spiel zeigt Donk ein T-Shirt mit der Aufschrift "Dit toernooi is voor jou, ik hou van je." (deutsch: "Dieses Turnier ist dir gewidmet. Ich liebe dich"), welches für seine Schwester bestimmt war, die während des Turniers in einen Autounfall verwickelt war. Das Finale konnte gegen Serbien mit 4:1 gewonnen werden und die Niederlande wurden zum zweiten Mal U 21-Europameister.
Am 16. März 2021 wurde Donk zum ersten Mal für die WM-Qualifikationsspiele von Suriname berufen. Acht Tage nach seiner Nominierung kam Donk als Mannschaftskapitän gegen die Cayman-Inseln zum Einsatz und erzielte durch ein Elfmeter sein erstes Länderspieltor. Im Juni des gleichen Jahres nahm er mit der Auswahl am CONCACAF Gold Cup in den USA teil, schied aber schon in der Vorrunde aus.

## Erfolge
Niederlande U-21
- U-21-Fußball-Europameister: 2007

Galatasaray Istanbul
- Türkischer Pokalsieger: 2015/16, 2018/19
- Türkischer Fußball-Supercupsieger: 2019
- Türkischer Meister: 2017/18, 2018/19